# Graf van Antenor

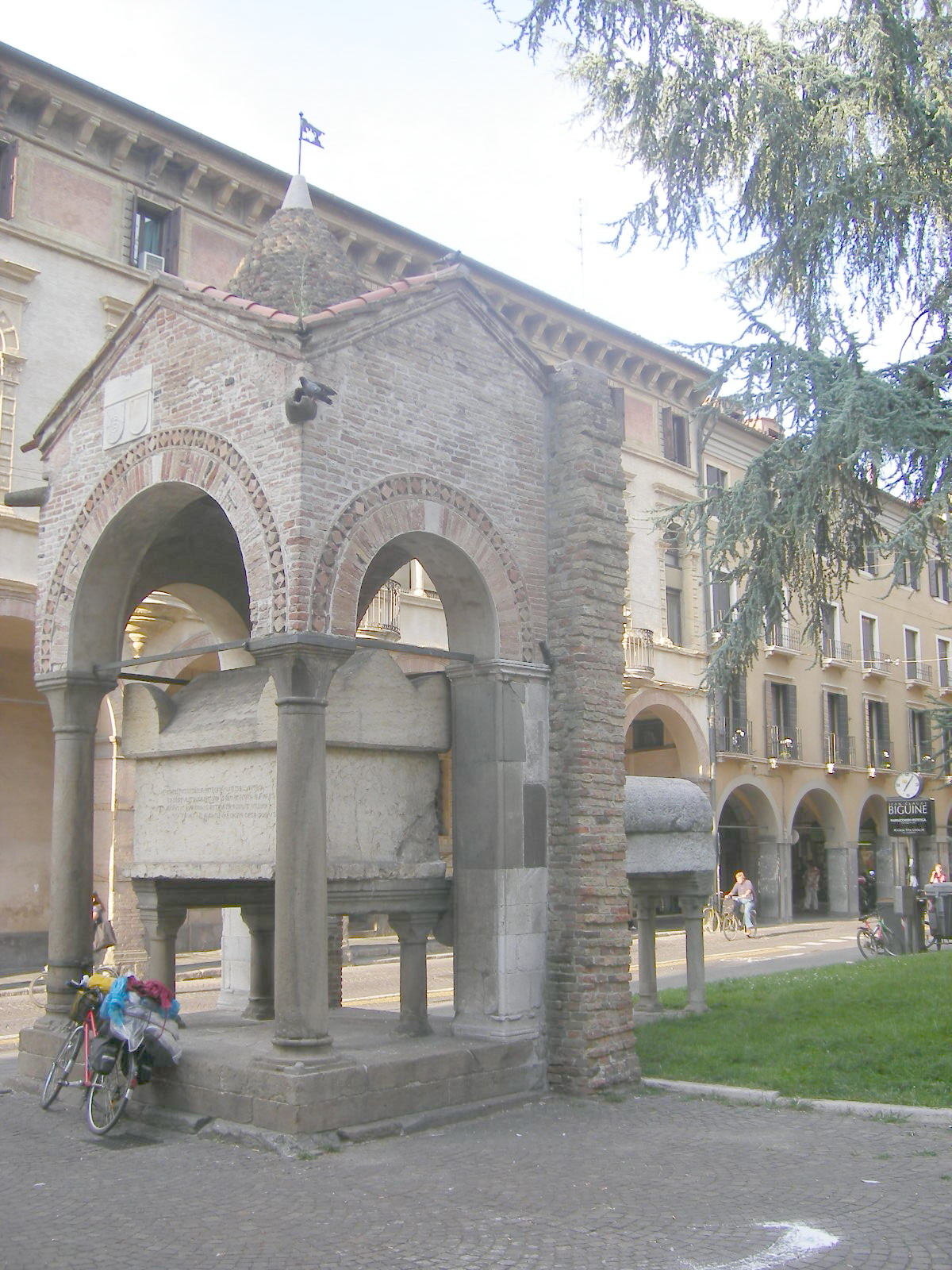
Graf van Antenor (Padua)

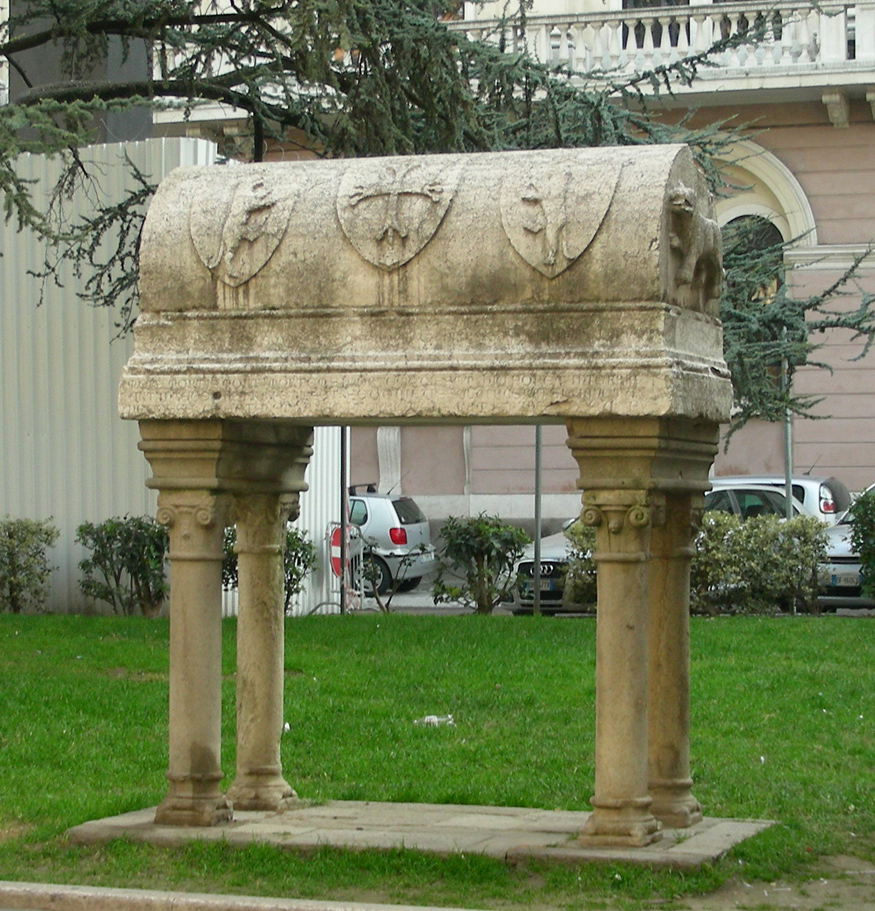
Graf van Lovato Lovati

Het graf van Antenor uit Troje bevindt zich op de Piazza Antenore in de Noord-Italiaanse stad Padua. Volgens de traditie van Padua en van de Romeinse geschiedschrijver afkomstig uit Padua, Titus Livius, was Antenor de stichter van de stad. Dit was ook de mening van Vergilius.

## Historiek
In de 13e eeuw ontdekten stedelingen een graf met skelet in een loden kist. De bijgeroepen rechter en dichter, Lovato Lovati (Latijn: Lupatus de Lupatis) schreef het graf toe aan de legendarische stichter van de stad, Antenor uit Troje. Het stoffelijk overschot werd in een marmeren graf gelegd en er werd een boogvormig gebouwtje rond gemetseld. Het was een periode van Welfen-politiek van de stad Padua, die erop gericht was de macht van de Rooms-Duitse keizer weg te duwen. De vondst van het graf van de legendarische stichter viel op een goed moment voor Padua. De stad kon zo het symbool tonen van haar autonomie.
Naast het grafmonument kwam de zijmuur van de kerk van San Lorenzo (14e eeuw – 20e eeuw). Deze kerk verving een kapelletje uit de 9e eeuw. Eeuwenlang stond het graf van Antenor zo tegenaan de kerk van San Lorenzo. De kerk van San Lorenzo bezat onder meer het graf van Lovato Lovati. 
Na de afbraakwerken in de jaren ’30 in de 20e eeuw kwam het graf van Antenor terug vrij te staan. Het vrijgekomen plein kreeg de naam van Antenor. Onderzoek in de 20e eeuw toonde aan dat het graf van Antenor het stoffelijk overschot van een Magyaar bevat; deze Magyaar sneuvelde in de 10e eeuw. Zijn loden kist werd niet vernield tijdens de reusachtige stadsbrand van 1174.
Het graf van Lovato Lovati uit de voormalige kerk werd op het plein geplaatst, vlak naast het graf van Antenor.